# وادي نبهانة

حوض تصريف وادي نبهانة.

وادي نَبْهَانَة وادٍ تونسي يسيل  عبر ولايات ولاية سليانة وولاية القيروان وولاية زغوان، وهو يصب في سبخة الكلبية جنوب مدينة السبيخة.

### مواضيع ذات علاقة
- سد نبهانة.